# オーリッド
株式会社オーリッド（O-RID）は、かつて大分県別府市に本社を置き、データ入力サービス等を行っていた企業である。2014年4月時点で、実質的に企業活動を停止した状態と報じられている。

## 概要
KYBERサービスと名付けたデータ入力サービスを提供していた。このサービスでは、顧客がスキャンした画像データが情報として価値を持たない程度に小さく分割されてオーリッドに送信され、そこから各地のセンターにランダムに振り分けられてOCR及び修正作業が行われる。デジタル化されたデータはそれぞれ顧客に返信され、そこで初めて元の並びに復元される。この方法は、個々の作業者が無価値なこまぎれのデータしか見ることができないので、高いセキュリティを確保することができ、入力作業を人件費の低い中国やベトナムで行うことができるというメリットを持っていた。
2009年（平成21年）秋からはbjリーグの大分ヒートデビルズ（現愛媛オレンジバイキングスのユニホームスポンサーであった。

## 沿革
かつては法人向け事業を中核としていたが、2011年（平成23年）に法人向けシステム及び関連子会社をNTTデータに売却し、個人向け事業に特化した。2012年（平成24年）11月5日には、KYBERサービス及び関連商品の販売代理業務を株式会社O-RID KYBERに移管。株式会社オーリッドはデータ化を行う中国子会社の運営管理を行うこととなった。
しかし、O-RID KYBERの経営状況の悪化のため、KYBERサービスは2014年（平成26年）3月14日をもって終了した。同年4月16日には、大分地方裁判所がオーリッドの社屋の不動産競売を公告。オーリッドは破産などの法的手続はしていなかったものの、実質的に企業活動を停止した状態であると報じられた。
オーリッドが別府市明礬地区に開設していた研究所跡地には、2019年夏までを目途にインターコンチネンタルホテルズグループのANAインターコンチネンタル別府リゾート&スパが進出する予定である。

### 年表
- 2001年（平成13年）9月 - 大分県大分市に有限会社オーリッド創立
- 2002年（平成14年）1月 - 株式会社オーリッドに改組
- 2004年（平成16年）
  - 3月 - 中国大連オフィス設立
  - 8月 - 中国瀋陽オフィス設立
- 2005年（平成17年）12月 - 瀋陽第1センター設立
- 2006年（平成18年）6月 - O-RID Vietnam設立
- 2008年（平成20年）
  - 8月 - O-RID Global Holdings (Singapore)設立
  - 10月 - 中国瀋陽第2センター設立
- 2009年（平成21年）4月13日 - 本社を大分市王子北町から別府市南立石1区に移転
- 2012年（平成24年）11月5日 - KYBERサービス及び関連商品の販売代理業務を株式会社O-RID KYBERに移管
- 2014年（平成26年）
  - 3月14日 - KYBERサービス終了
  - 4月16日 - 社屋の競売公告